# Gare de Geispolsheim
La gare de Geispolsheim est une gare ferroviaire française de la ligne de Strasbourg-Ville à Saint-Louis, située sur le territoire de la commune de Geispolsheim, au sud-ouest de Strasbourg, dans la collectivité européenne d'Alsace, en région Grand Est.
C'est une halte de la Société nationale des chemins de fer français (SNCF), desservie par des trains régionaux du réseau TER Grand Est.

## Situation ferroviaire
Établie à 145 mètres d'altitude, la gare de Geispolsheim est située au point kilométrique (PK) 8,330 de la ligne de Strasbourg-Ville à Saint-Louis, entre les gares de Graffenstaden et de Fegersheim - Lipsheim.

## Histoire
La « station de Geispolsheim » est mise en service le 1er mai 1841 par la Compagnie du chemin de fer de Strasbourg à Bâle, lorsqu'elle ouvre à l'exploitation la section de Strasbourg (Koenigshoffen) à Benfeld. Elle est établie sur le territoire du ban communal de Geispolsheim, qui compte 2 140 habitants, à peu de distance du bourg principal (1,5 km). C'est une « petite station » qui n'était pas prévue sur le projet d'origine de la ligne, mais qui a été ajoutée sur les études définitives du fait des avis exprimés lors des enquêtes préalables au tracé final.
Du 15 août 1841 au 31 mai 1842 la station de Geispolsheim délivre des billets à 3 285 voyageurs pour une recette de 3 565,65 francs, auquel s'ajoute 58,75 francs pour le service des bagages et marchandises.
À la fin des années 1930, des cheminots de la SNCF s'installent et construisent leur habitation à côté de la gare. Cela finit par former le nouveau lieu-dit Geispolsheim-Gare ou Kratz dépendant administrativement de la commune. Ce nouveau quartier s'étend et devient une véritable zone urbaine dans les années 1970. À la même période, la zone industrielle de Geispolsheim est ouverte derrière le quartier Gare, elle est notamment le lieu d'implantation de services et commerces.
En 2009, la ligne est en travaux pour rendre le train plus attractif ; une 3e voie est inaugurée le 14 décembre 2009 entre Fegersheim - Lipsheim et Benfeld. Cette inauguration permet la mise en place du cadencement de la ligne. Pour Geispolsheim, cela se traduit par une desserte toutes les demi-heures aux heures de pointe et toutes les heures aux heures creuses.
En 2012 la gare a une moyenne de 189 montées-descentes par jour de semaine.

## Fréquentation
De 2015 à 2024, selon les estimations de la SNCF, la fréquentation annuelle de la gare s'élève aux nombres indiqués dans le tableau ci-dessous.
| Année     | 2015   | 2016   | 2017   | 2018   | 2019   | 2020   | 2021   | 2022   | 2023   | 2024   |
| --------- | ------ | ------ | ------ | ------ | ------ | ------ | ------ | ------ | ------ | ------ |
| Voyageurs | 87 532 | 92 680 | 69 625 | 60 392 | 61 437 | 36 750 | 43 304 | 55 912 | 69 330 | 71 924 |

## Service des voyageurs

### Accueil
Halte SNCF, c'est un point d'arrêt non géré (PANG) à entrée libre. Elle dispose de deux quais avec un abri sur chacun d'eux, un distributeur automatique de titres de transport TER (n'accepte que les cartes de paiement), des écrans d'affichage électronique ainsi que des bandes-annonces (système d'information en temps réel).

### Desserte
Geispolsheim est une halte voyageurs SNCF du réseau TER Grand Est, desservie par des trains de la relation Strasbourg – Sélestat – Colmar. Le temps de parcours est ordinairement de 7 minutes pour aller à Strasbourg.

### Intermodalité

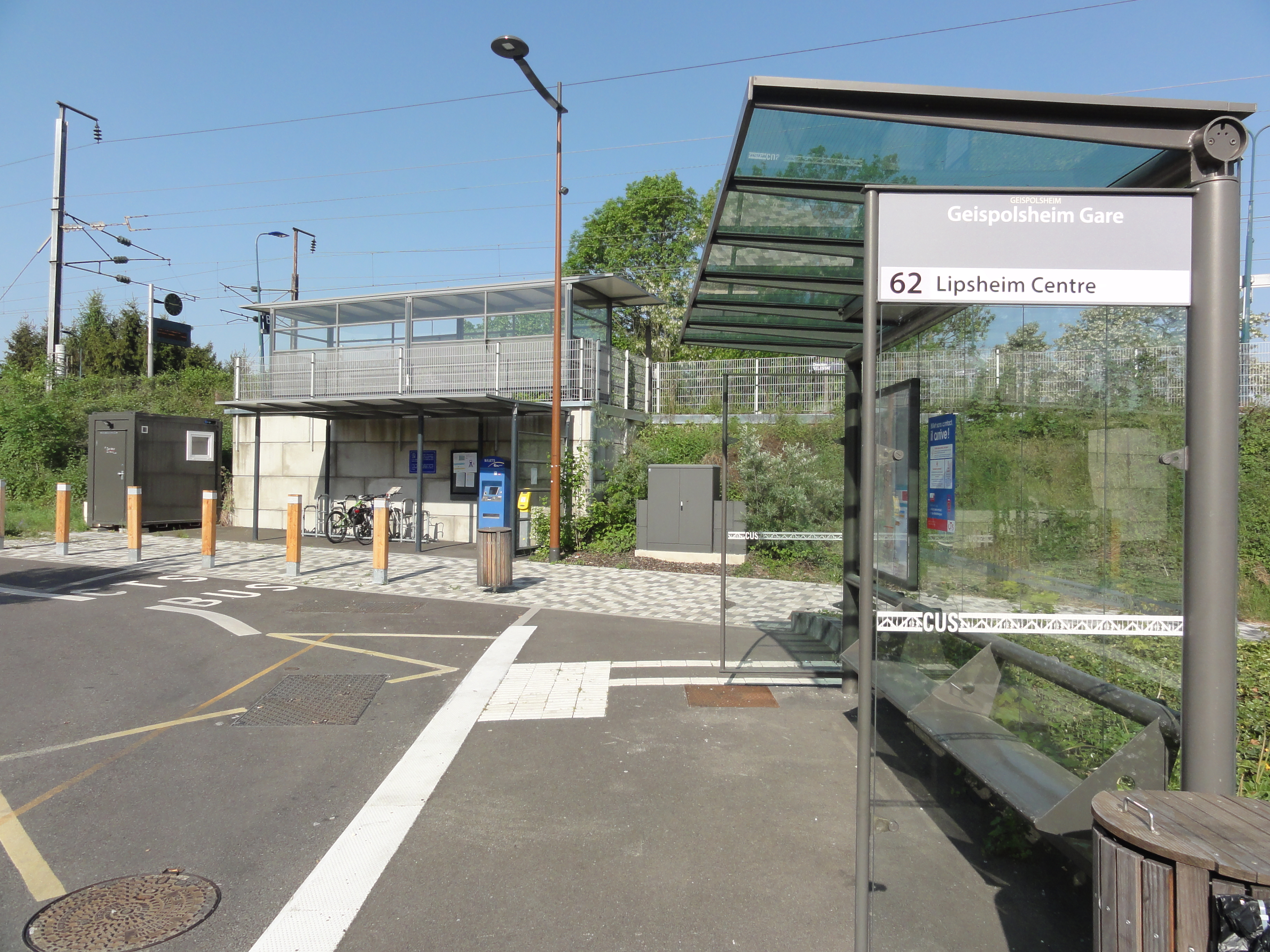
Les abords de la gare, avec l'abribus et le parc à vélos.

Un parc pour les vélos et un parking sont aménagés à ses abords.
Elle est desservie, via un arrêt à proximité, par des bus du réseau de la CTS (lignes 57 et 62, ainsi que le transport à la demande zonal Flex'hop).